# Burghild Wieczorek

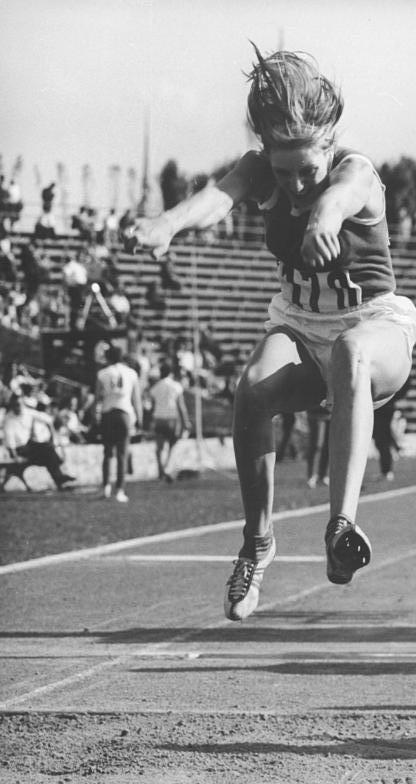
Burghild Wieczorek, 1967

Burghild Wieczorek (geb. Neumann; * 4. Mai 1943 in Dessau; † 28. November 2016 in Jena) war eine deutsche Weitspringerin, die für die DDR startete.
1966 wurde sie bei den Leichtathletik-Europameisterschaften in Budapest Neunte.
Jeweils Vierte wurde sie bei den Olympischen Spielen 1968 in Mexiko-Stadt und bei den Leichtathletik-Halleneuropameisterschaften 1970 in Wien.
1966 wurde sie DDR-Meisterin, 1960, 1965 und 1968 DDR-Vizemeisterin. In der Halle holte sie 1965, 1966 und 1970 den DDR-Titel.
Ihre persönliche Bestleistung von 6,57 m stellte sie am 21. Juli 1968 in Sokolov auf.
Burghild Wieczorek startete für den SC DHfK Leipzig.
Nach ihrer aktiven Laufbahn war Wieczorek als Sportlehrerin tätig. Sie lebte in Lehesten.